# Роминешть (комуна, Ясси)
Роминешть, Роминешті (рум. Românești) — комуна у повіті Ясси в Румунії. До складу комуни входять такі села (дані про населення за 2002 рік):
- Авинту (588 осіб)
- Роминешть (946 осіб)
- Урсоая (481 особа)

Комуна розташована на відстані 330 км на північ від Бухареста, 24 км на північний захід від Ясс.

## Населення
За даними перепису населення 2002 року у комуні проживали 2015 осіб.
Національний склад населення комуни:
| Національність | Кількість осіб | Відсоток |
| -------------- | -------------- | -------- |
| румуни         | 2014           | > 99,9%  |
| греки          | 1              | < 0,1%   |

Рідною мовою назвали:
| Мова      | Кількість осіб | Відсоток |
| --------- | -------------- | -------- |
| румунська | 2014           | > 99,9%  |
| грецька   | 1              | < 0,1%   |

Склад населення комуни за віросповіданням:
| Релігія     | Кількість осіб | Відсоток |
| ----------- | -------------- | -------- |
| православні | 2014           | > 99,9%  |
| бретрени    | 1              | < 0,1%   |

## Зовнішні посилання
- Дані про комуну Роминешть на сайті Ghidul Primăriilor